# Cissus glaucotricha
Cissus glaucotricha är en vinväxtart som beskrevs av J. A. Lombardi. Cissus glaucotricha ingår i släktet Cissus och familjen vinväxter. Inga underarter finns listade i Catalogue of Life.